# Ophionereis fasciata
Ophionereis fasciata is een slangster uit de familie Ophionereididae.
De wetenschappelijke naam van de soort werd in 1872 gepubliceerd door Frederick Wollaston Hutton.